# The Mirror Boy
Pour plus de détails, voir Fiche technique et Distribution.
The Mirror Boy (en français : « Le Garçon miroir » ou « L'Enfant miroir ») est un film d'aventure fantastique nigérian de 2011 écrit et réalisé par Obi Emelonye, produit par Patrick Campbell et mettant en vedette Genevieve Nnaji, Osita Iheme et Edward Kagutuzi. Le film, qui a été tourné en Angleterre et en Gambie, a reçu 3 nominations aux Africa Movie Academy Awards 2011.

## Synopsis
Le film raconte l'histoire édifiante d'un jeune adolescent afro-britannique qui est ramené sur la terre natale de sa mère, mais qui se perd mystérieusement dans une forêt inquiétante et s'embarque dans un voyage magique qui lui apprend à se connaître et à découvrir le mystère du père qu'il n'a jamais vu.

## Distribution
- Trew Sider : Rodney Marsh
- Genevieve Nnaji : Teema
- Osita Iheme : Mirror Boy
- Edward Kagutuzi : Tijan
- Fatima Jabbe : Queen
- Emma Fletcher : Miss Nugent
- Peter Halpin : PC Andrews